# Holte (Wipperfürth)
Holte ist eine Ortschaft in der Gemeinde Wipperfürth im Oberbergischen Kreis im Regierungsbezirk Köln in Nordrhein-Westfalen (Deutschland).

## Lage und Beschreibung
Der Ort liegt im Südwesten der Stadt Wipperfürth. Der Schwarzenbach fließt südlich der Ortschaft vorbei. Nachbarorte sind Kluse, Vorderschöneberg und Hinterschöneberg.
Politisch wird Holte durch den Direktkandidaten des Wahlbezirks 7.1 (071) südwestliches Stadtgebiet im Rat der Stadt Wipperfürth vertreten.

## Geschichte
1443 wird der Ort erstmals unter der Bezeichnung „Holte“ in einer Einkunfts- und Rechteliste des Kölner Apostelstiftes genannt. Die Karte Topographia Ducatus Montani aus dem Jahre 1715 zeigt einen Hof und bezeichnet diesen mit „Holts“. Die Topographische Aufnahme der Rheinlande von 1825 zeigt auf umgrenztem Hofraum unter dem Namen „a. Holz“ fünf getrennt voneinander liegende Grundrisse. Ab der Preußischen Uraufnahme von 1840 bis 1844 wird als Ortsbezeichnung Holte genannt. Die alte Bausubstanz – teils in hochwertiger Qualität – ist weitgehend erhalten geblieben. Im Ort findet man auch ein Relikt des Zweiten Weltkrieges – eine oberirdische Luftschutzzelle – auch Einmannbunker genannt, die der Landwirt Buscher hier zum Schutz seiner Familie aufstellen ließ.

## Busverbindungen
Über die Haltestelle Kluse der Linie 427 (VRS/OVAG) ist Holte an den öffentlichen Personennahverkehr angebunden.

## Wanderwege
Der vom SGV markierte Zugangsweg zum Wipperfürther Rundweg führt in 250 m Entfernung am Ort vorbei. Der Weg kommt von Wipperfürth und trifft bei Oberschwarzen auf den Rundweg.

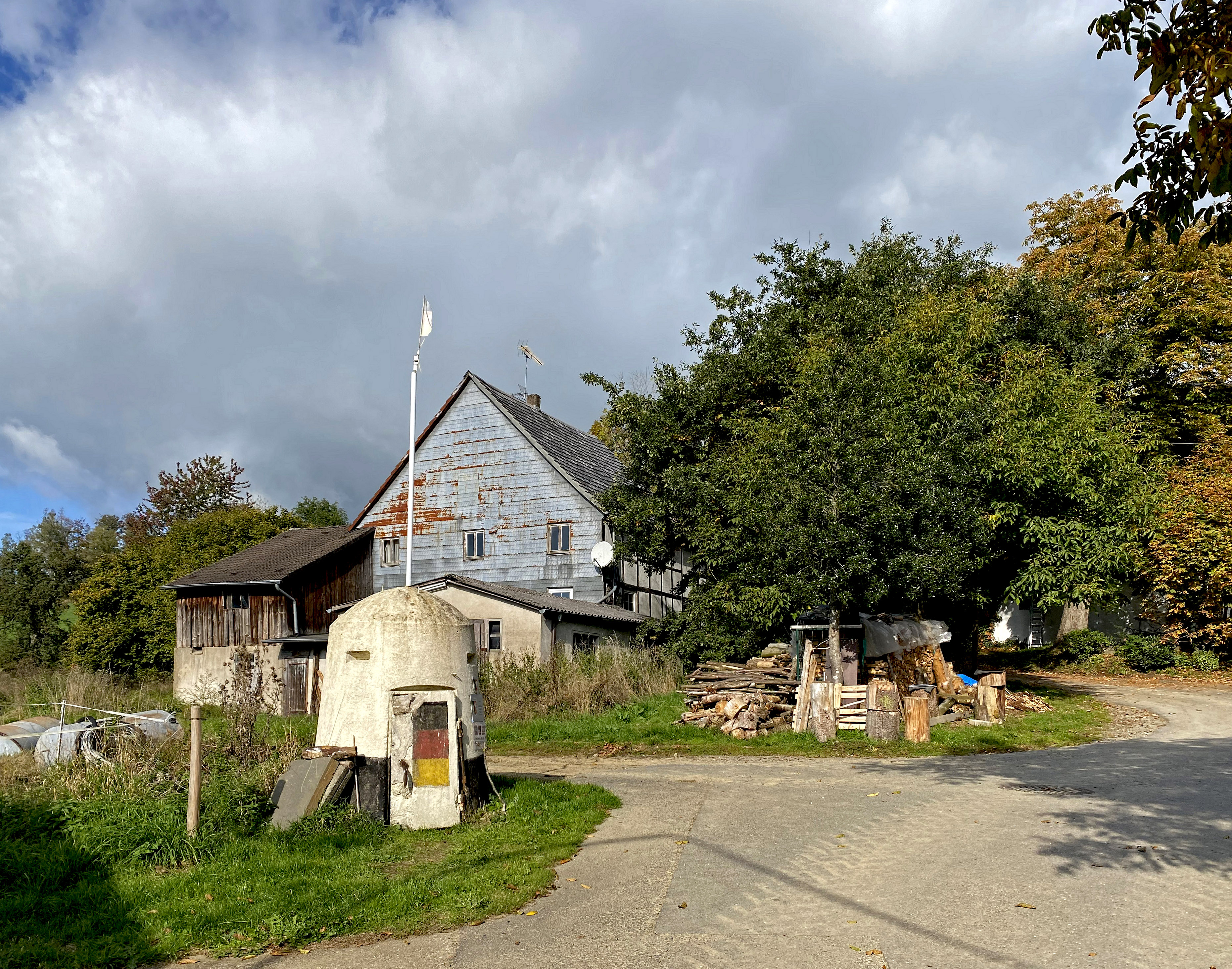
Baudenkmal Luftschutzzelle
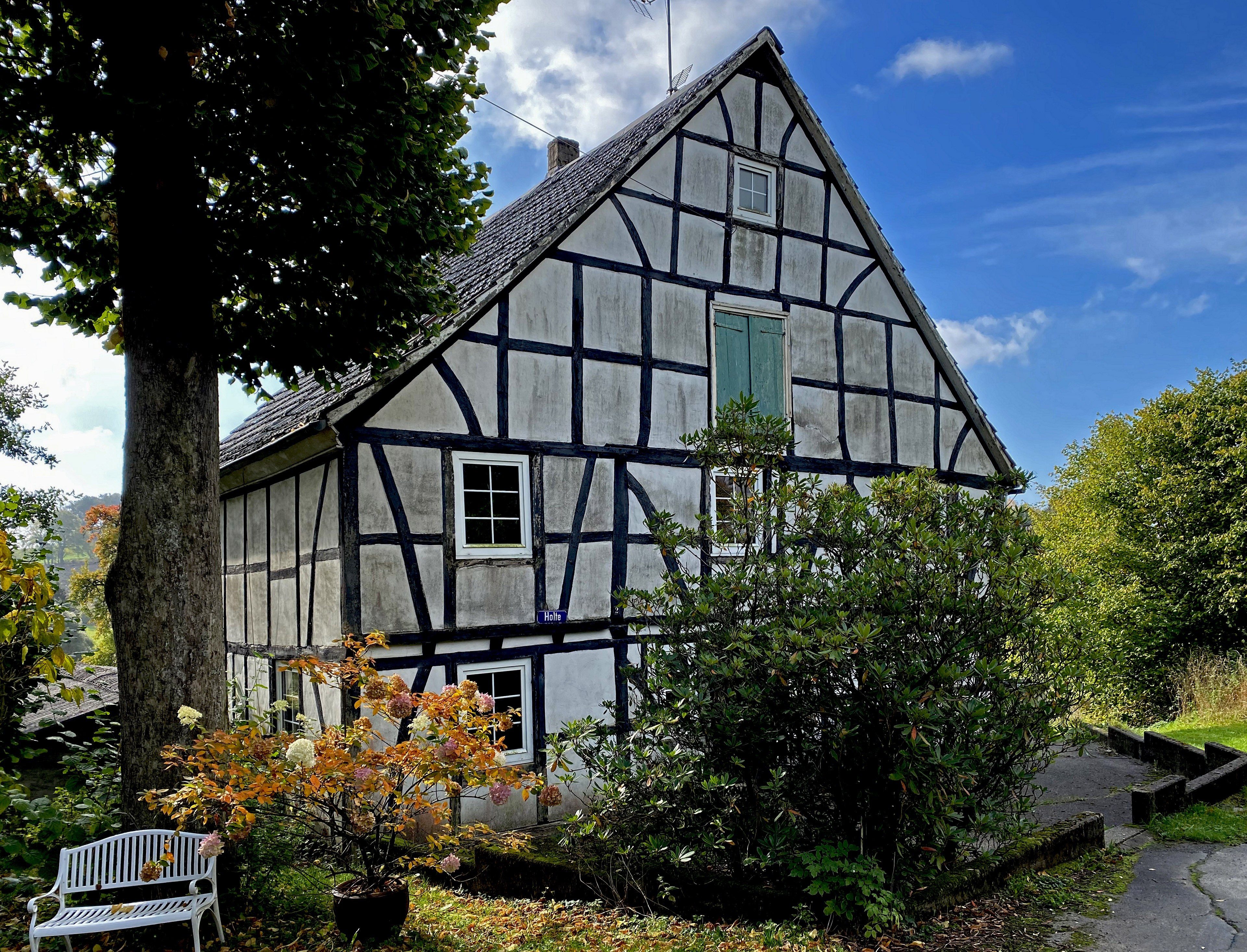
Fachwerkhof Holte 2
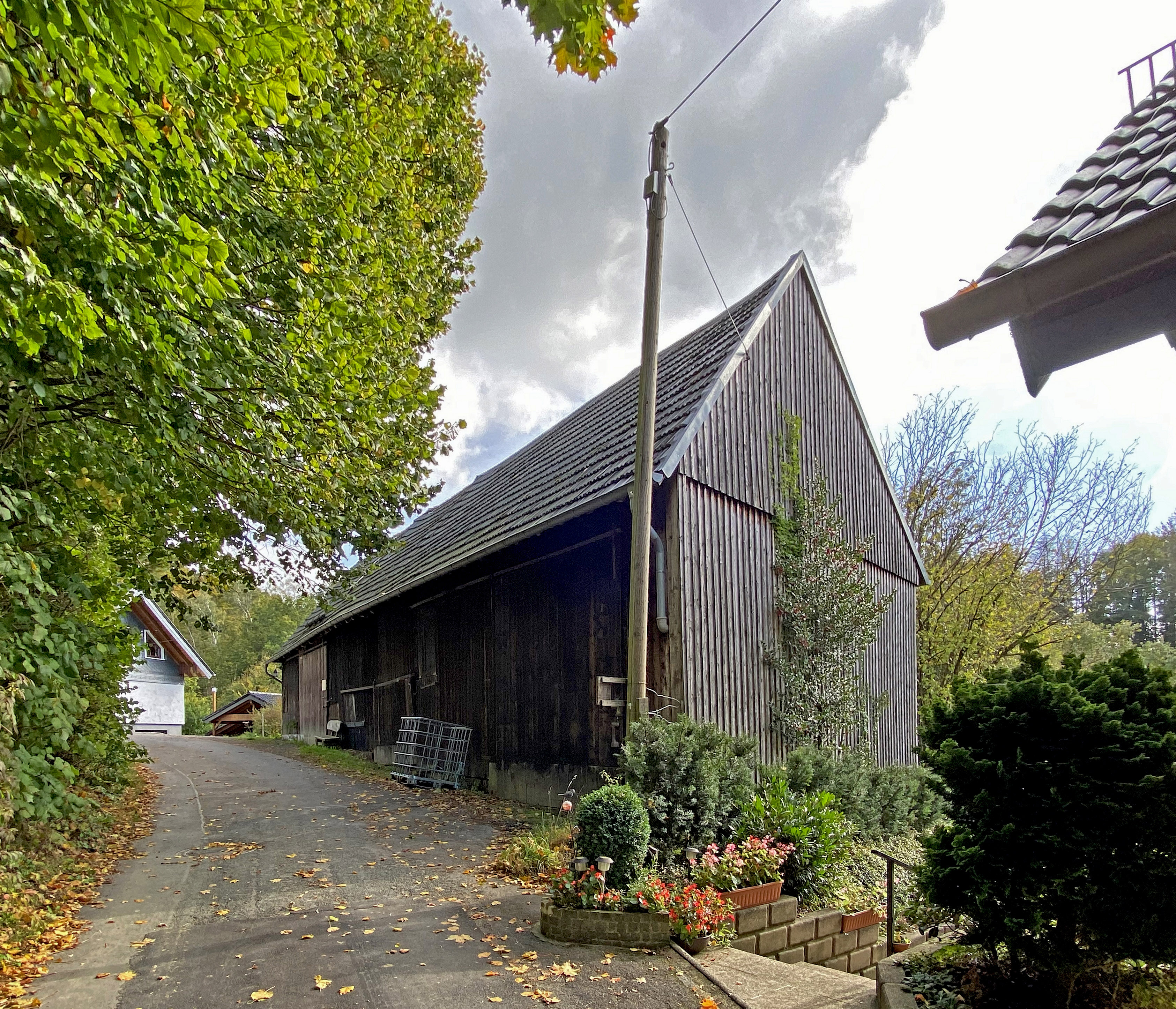
Alte Holzscheune
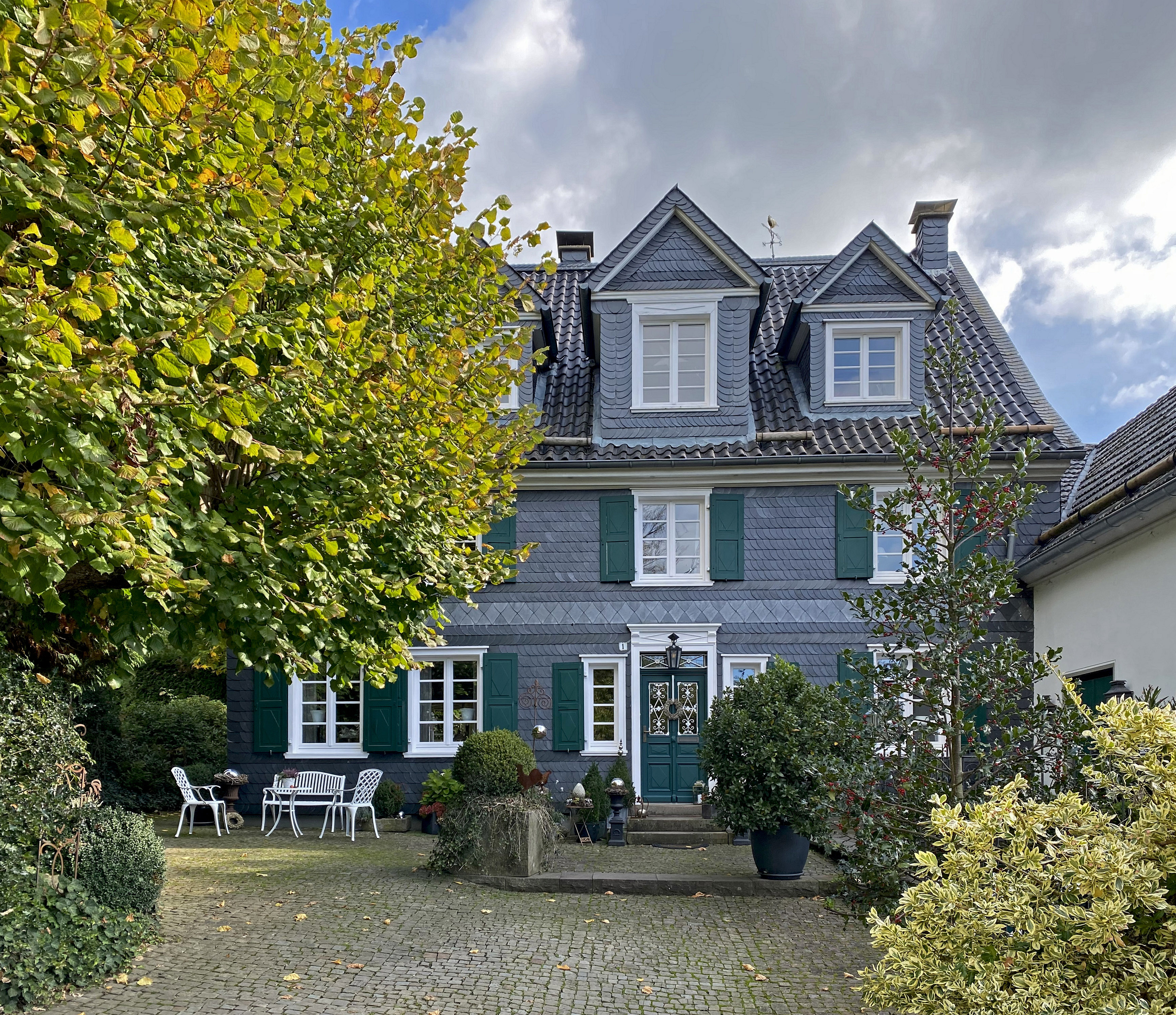
Holte 1
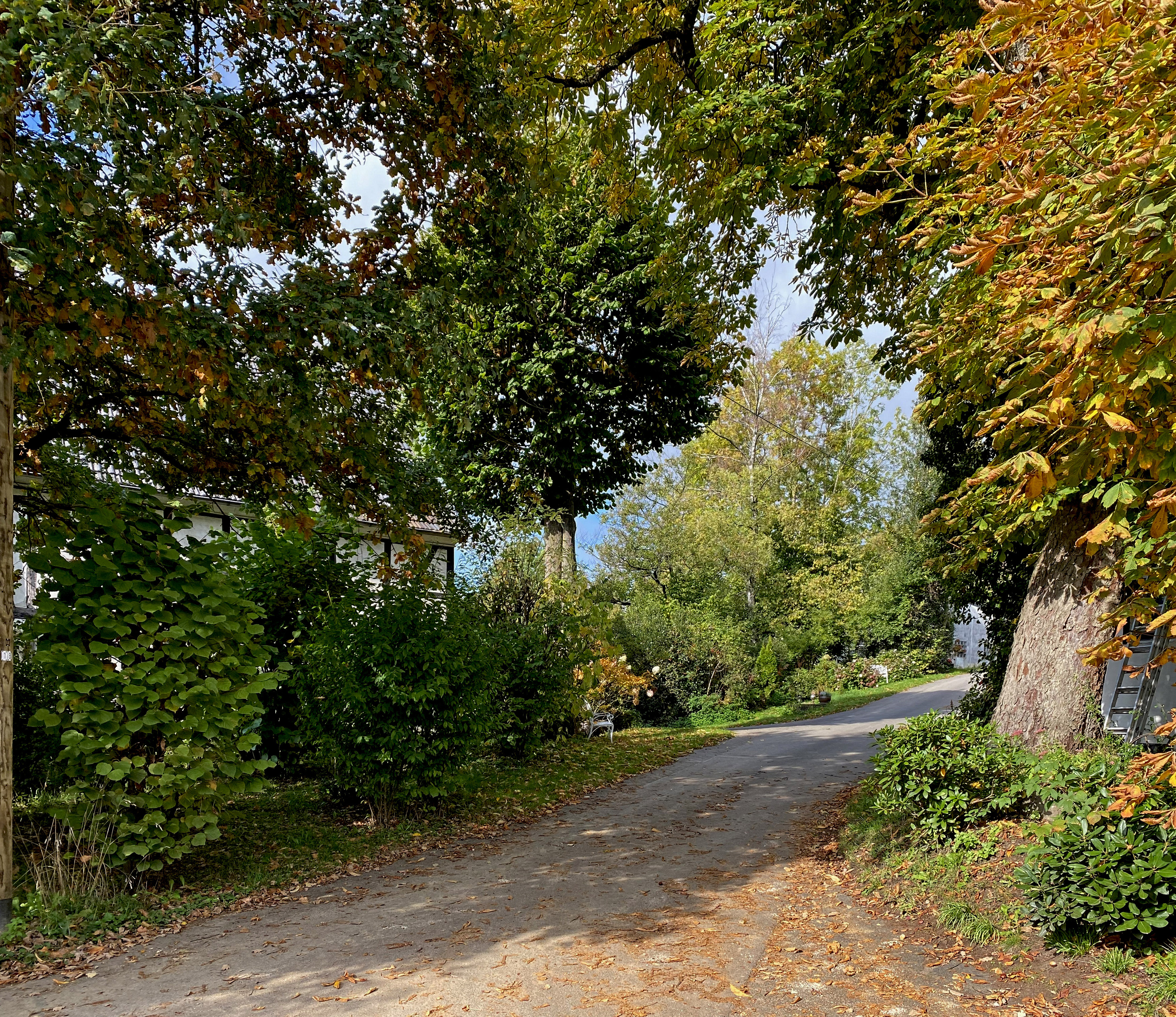
Begleitbäume
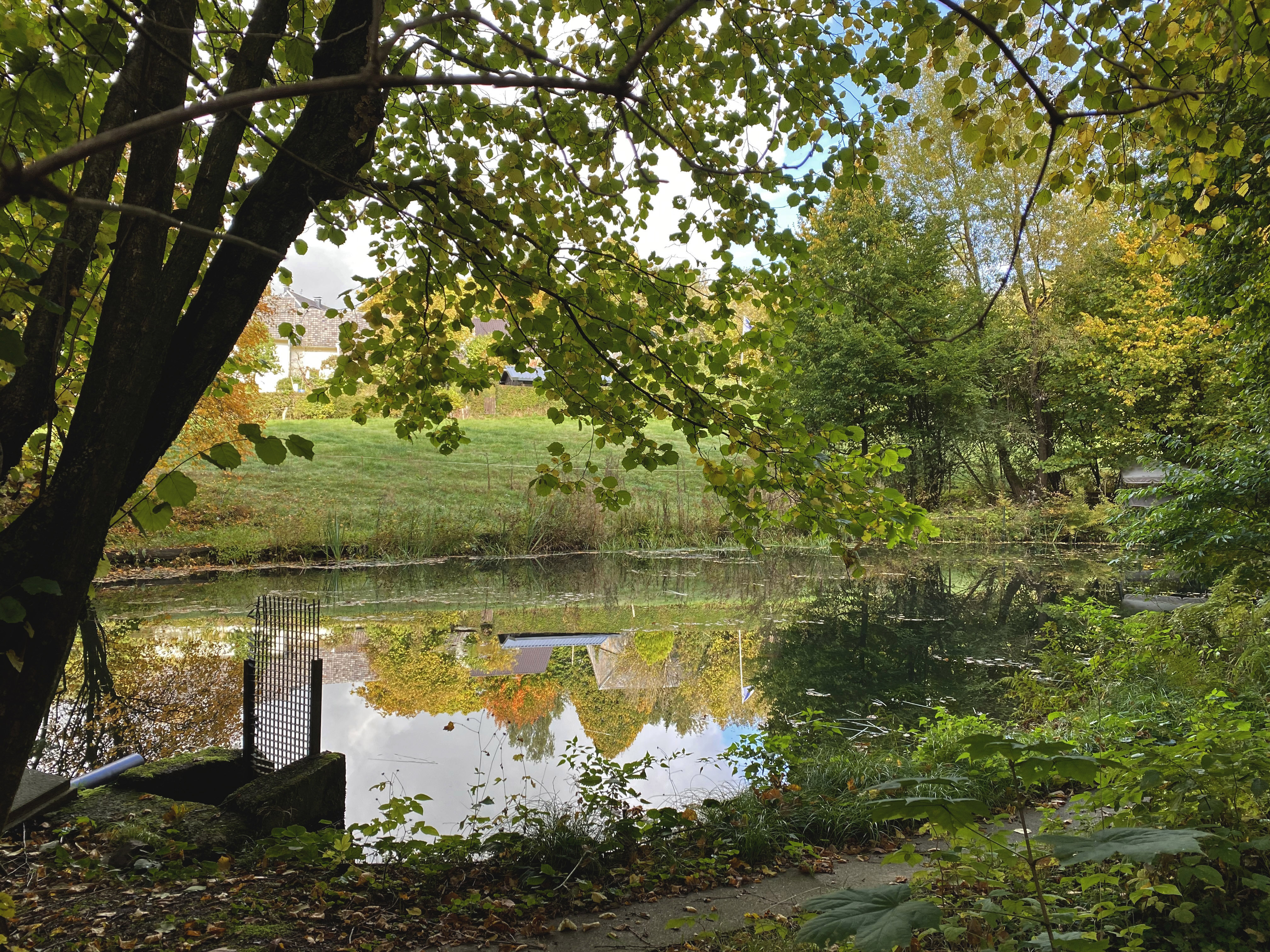
Teich bei Holte